# Verzorgingsplaats Den Hoek
Verzorgingsplaats Den Hoek is een Nederlandse verzorgingsplaats die is gelegen aan het gemeenschappelijke trajectdeel van de autosnelwegen A16 en A59 tussen de knooppunten Klaverpolder en Zonzeel, enkele kilometers voor Zonzeel. De verzorgingsplaats dankt haar naam aan het dorp Zevenbergschen Hoek, dat in het Brabants Den Oek heet.
In de buurt van de verzorgingsplaats is een fly-over voor de HSL-Zuid met dezelfde naam.
Deze verzorgingsplaats ligt precies op de NAP-nullijn. In 2005 heeft het Nederlands Bureau voor Toerisme & Congressen, samen met de ANWB en de ministeries van Verkeer en Waterstaat en Onderwijs, Cultuur en Wetenschap alle verzorgingsplaatsen die op deze nullijn liggen, voorzien van een informatiebord om op deze manier deze lijn inzichtelijk te maken voor het publiek. Bij de verzorgingsplaats is een tankstation van Tango. Er is geen horeca aanwezig.
Richting Antwerpen:
Sandelingen-West · 
De Zuidpunt · 
Den Hoek · 
Hazeldonk-West
Richting Rotterdam:
Hazeldonk-Oost · 
Streepland · 
Sandelingen-Oost
Richting Oss: De Tille · Keizershof · Den Hoek · Hespelaar · Labbegat · De Lucht
Richting Serooskerke: De Geffense Barrière · De Sprang · Steelhoven · Streepland · Bazius · De Fendert · De Tille